# Niinivesi
Niinivesi är en sjö i Finland. Den ligger i kommunerna Rautalampi, Vesanto och Tervo i landskapet Norra Savolax, i den centrala delen av landet, 300 km norr om huvudstaden Helsingfors. Niinivesi ligger 97,9 meter över havet. Den är 19,2 meter djup. Arean är 75,66 kvadratkilometer och strandlinjen är 196,31 kilometer lång. Sjön  ingår i Kymmene älvs huvudavrinningsområde.   Den sträcker sig 30,8 kilometer i nord-sydlig riktning, och 21,6 kilometer i öst-västlig riktning.

## Öar
- Kotasaari (en ö)
- Korsun Väärän saari (en ö)
- Kivisaari (en ö)
- Pirttisaari (en ö)
- Pellavasaari (en ö)
- Aittosaari (en ö)
- Sadinsaari (en ö)
- Paavosaari (en ö)
- Orisaari (en ö)
- Luotoperä (en ö)
- Kalliosaari (en ö)
- Louhusaari (en ö)
- Niittysaari (en ö)
- Papinsaari (en ö)
- Röntyssaari (en ö)
- Lukkonen (en ö)
- Palosaaret (en ö)
- Savonsaari (en ö)
- Varissaaret (en ö)
- Onkisaari (en ö)
- Edussaari (en ö)
- Pöhlössaari (en ö)
- Suntionsaari (en ö)
- Ristsaaret (en ö)
- Lehtosaari (en ö)
- Vuorisaari (en ö)
- Pikonsaari (en ö)
- Hiidensaari (en ö)
- Pönkäsaari (en ö)
- Kärsäsaari (en ö)
- Lappusaari (en ö)
- Rantosaari (en ö)
- Raposaari (en ö)
- Varissaaret (en ö)
- Vuorisaaret (en ö)
- Lahtisaari (en ö)
- Korkeasaari (en ö)
- Rajasaaret (en ö)
- Kaksoset (en ö)
- Raposaaret (en ö)